# EXpressDSP
eXpressDSP是德州仪器（TI）開發的软件套件，是一組用來開發TI数字信号处理程式的工具。
eXpressDSP包括：
- Code Composer Studio的集成开发环境
- DSP/BIOS 實時作業系統核心
- 應用程式互操作性及復用性標準
- 常見應用程式的範例，稱為eXpressDSP參考框架
- 許多第三方提供的程式

## eXpressDSP演算法介面標準
TI有發佈eXpressDSP 演算法介面標準（XDAIS），此演算法介面標準是一組应用程序接口（API），在1999年針對TMS320晶片提出，目的是要提供實時DSP演算法的互操作性。